# J. J. Abrams
Jeffrey Jacob Abrams (névváltozatai még Jeffrey Abrams vagy J. J. Abrams) (New York, 1966. június 27. –) kétszeres Primetime Emmy-díjas amerikai film- és televíziós producer, forgatókönyvíró, színész, zeneszerző és filmrendező. Legismertebb munkái az ABC csatornán futó filmsorozatai: az Alias és a Lost – Eltűntek. Rendezője volt a 2009-ben bemutatott Star Treknek és 2013-as folytatásának, a Sötétségbennek. Abrams rendezte a 2006-os Mission: Impossible III-at, a 2011-es Super 8-at és ő jegyzi a sikeres A rejtély című sci-fi televíziós sorozatot is.
Eddig két Star Wars filmet rendezett; a 2015-ös Az ébredő Erőt és a 2019-es Skywalker korát.

## Élete
New Yorkban született, majd Los Angelesben nevelkedett. A Sarah Lawrence College hallgatója volt Bronxvilleben. Apja, Gerald W. Abrams is televíziós producer.
2006. július 14-én Abrams ötéves szerződést írt alá a Paramount Pictures filmgyártóval és hatéves szerződést a Warner Bros. stúdióval több mint 55 millió dollár értékben.

## Filmjei
- Armageddon, forgatókönyvíró
- Joyride, forgatókönyvíró és producer
- Mission: Impossible III, rendező és forgatókönyvíró
- Gone Fishin', forgatókönyvíró
- Forever Young, forgatókönyvíró
- Regarding Henry, forgatókönyvíró
- Taking Care of Business, forgatókönyvíró
- Star Trek, rendező és producer
- Super 8, rendező, forgatókönyvíró és producer
- Sötétségben – Star Trek, rendező és producer
- Star Wars: Az ébredő Erő, rendező, forgatókönyvíró, producer
- Star Trek: Mindenen túl rendező és producer
- Star Wars: Az utolsó Jedik - vezető producer
- Overlord producer
- Star Wars: Skywalker kora - rendező; forgatókönyvíró; producer

## Televíziós munkái
- A rejtély , ötletgazda, forgatókönyvíró, ügyvezető producer, rendező
- Felicity, ötletgazda, forgatókönyvíró, ügyvezető producer
- Alias, ötletgazda, forgatókönyvíró, ügyvezető producer
- Lost – Eltűntek, ötletgazda, forgatókönyvíró, ügyvezető producer, rendező
- What About Brian, ügyvezető producer
- Six Degrees, ügyvezető producer
- Person of Interest (A Célszemély), vezető producer

## Díjak és elismerések
- 1998 Arany Málna díj jelölés, Legrosszabb forgatókönyv (Armageddon)
- 2005 ASCAP-díj, Legjobb tv-sorozat (Lost – Eltűntek)
- 2005 Emmy-díj, Legjobb rendező (drámasorozat) (Lost – Eltűntek)
- 2005 Emmy-díj, Kimagasló drámasorozat-alkotás (Lost – Eltűntek)
- 2006 Producers Guild of America Golden Laurel, Legjobb televíziós producer drámasorozat kategóriában (Lost – Eltűntek)
- 2006 Writers' Guild of America, WGA Award, Legjobb író (TV) (Lost – Eltűntek)
- 2006 TIME Magazine, member of TIME 100 ("100 men and women whose power, talent or moral example is transforming our world.")

## Érdekességek
- Írt egy jelenetet a Superman visszatér című filmbe, de az alkotók nem vették be azt a produkcióba.

## Jótékonysági tevékenységei
Abrams a National Advisory Board of the Young Storytellers Foundation tagja, amely fiatalokat oktat a filmkészítésről, és segíti az érdeklődők pályafutását.